# 吉村徹
吉村 徹（よしむら とおる - ）は、日本の生化学者。
立命館大学総合科学技術研究機構上席研究員。名古屋大学名誉教授。農学博士（京都大学）。
専門は酵素学。D-アミノ酸代謝関連酵素の構造、機能、生理的役割と応用。

## 略歴・人物
1975年、静岡県立静岡高等学校卒業。1979年、京都大学農学部農芸化学科卒業。1984年、京都大学大学院農学研究科農芸化学専攻博士課程単位認定退学。1985年、京都工芸繊維大学繊維学部助手。1989年、京都大学化学研究所助手。1997年、同助教授。2003年、名古屋大学大学院生命農学研究科教授。応用分子生命科学専攻 応用生命化学講座 生体高分子学分野。2022年、同名誉教授、立命館大学総合科学技術研究機構上席研究員。
D-アミノ酸学会会長、日本農芸化学会、日本生化学会、日本ビタミン学会、日本生物工学会、コンビナトリアルバイオエンジニアリング研究会所属。

## 著書
- 『酵素 = ENZYME : 科学と工学』 虎谷哲夫, 北爪智哉, 吉村徹, 世良貴史, 蒲池利章 著 講談社 2012.12
- 『真核生物におけるD-アミノ酸の生理的役割と生合成機構』 吉村徹研究代表 1999

## 受賞
- 2021年 農芸化学功績賞 「アミノ酸代謝関連酵素の分子基盤と機能開発」[7]
- 1995年 農芸化学奨励賞 「細胞のD-アミノ酸代謝関連酵素の構造と機能の特性」[8]